# 小眼三鰭鰨
小眼三鰭鰨為輻鰭魚綱鰈形目鰨亞目無臂鰨科的其中一種，分布於西大西洋區，從千里達及托巴哥至巴西南部半鹹水及海域，體長可達8.5公分，棲息在底層水域，生活習性不明。

## 扩展阅读
維基物種上的相關：小眼三鰭鰨